# Пюрмеренд
Пюрмере́нд (нидерл. Purmerend) — община и город в нидерландской провинции Северная Голландия. Расположена к северу от Амстердама. Площадь общины — 24,56 км², из них 23,62 км² составляет суша. Население по данным на 1 января 2007 года — 78 846 человек. Средняя плотность населения — 3210,3чел/км².
Быстрый рост Пюрмеренда начался лишь с 1960-х годов, с того времени население города выросло почти в 8 раз. Рост территории привёл к тому, что сегодня Пюмеренд по своей сути является спальным пригородом Амстердама, а также частью конурбации Рандстад. Кроме города Пюрмеренд, на территории общины находится деревня Пюрмербюрт и осушенная территория Пюрмер (частично). В Пюрмеренде имеется 3 железнодорожных станции.

## Галерея

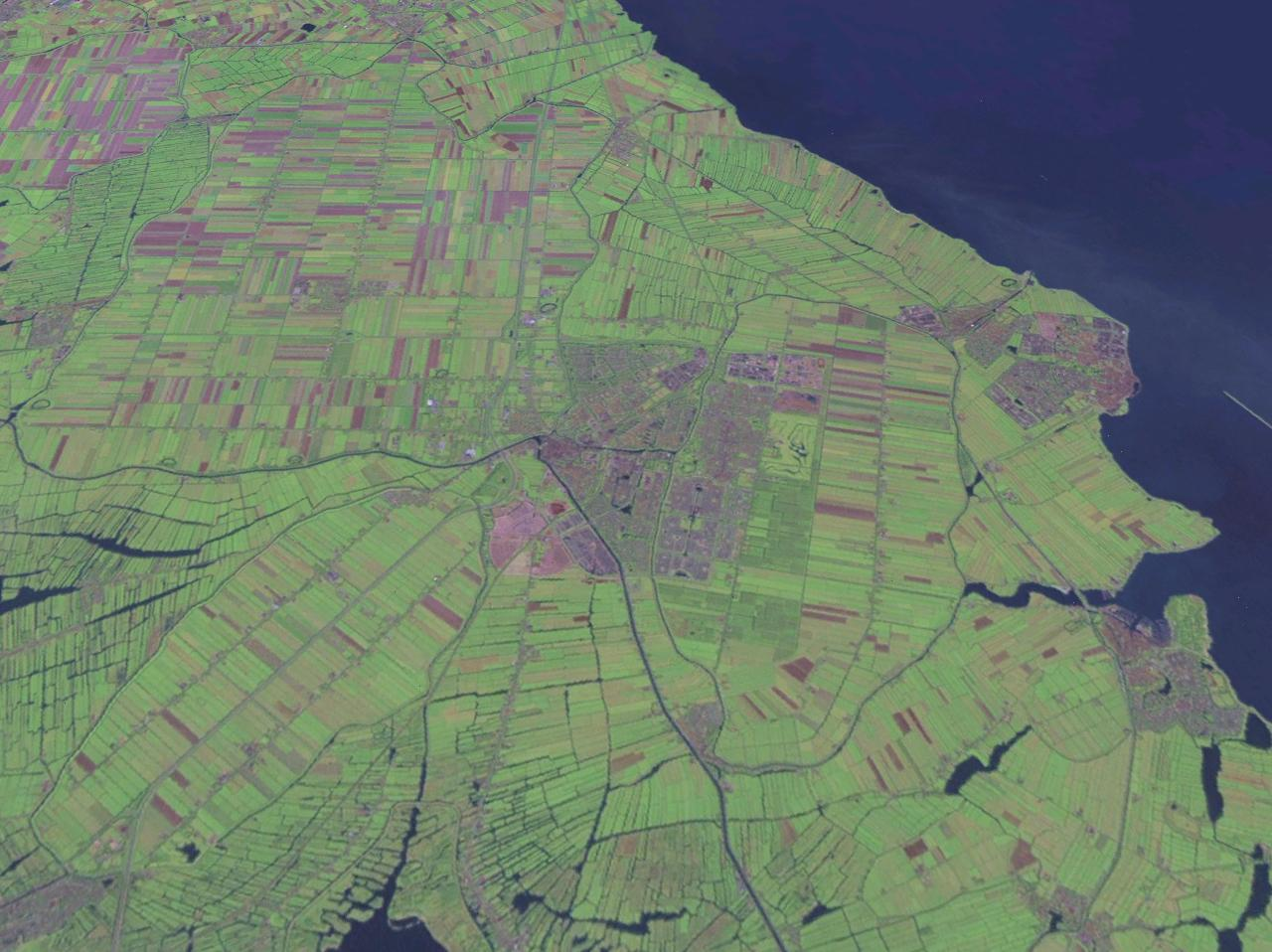
Спутниковый снимок территории
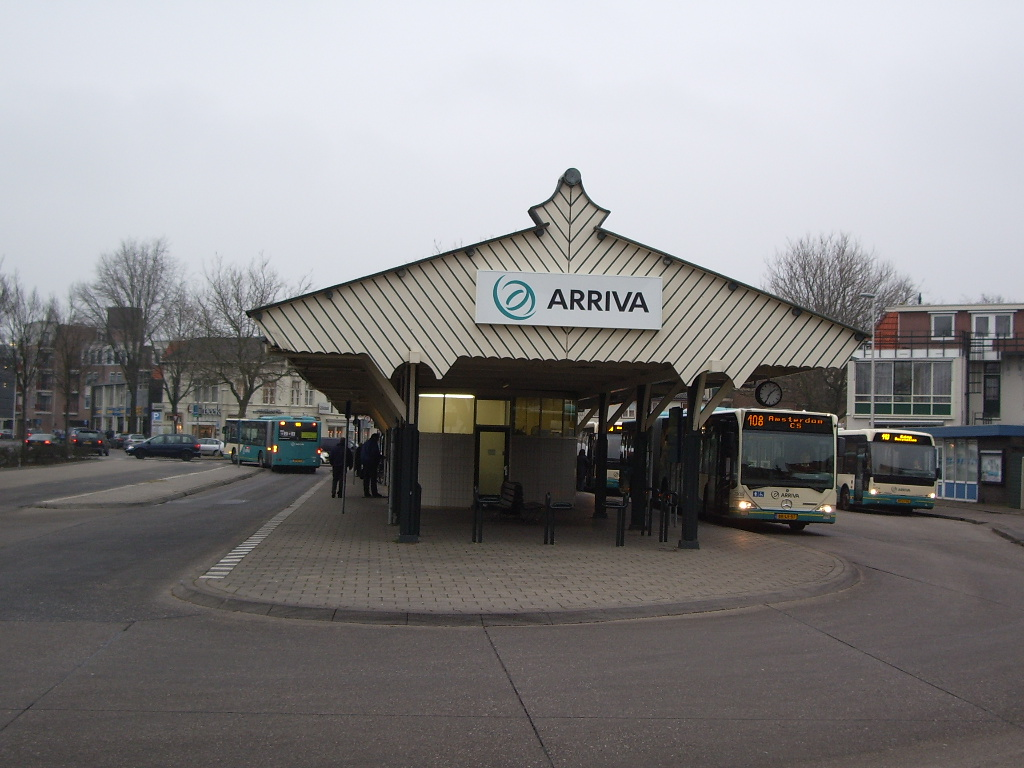
Автобусная станция (Трамплейн)
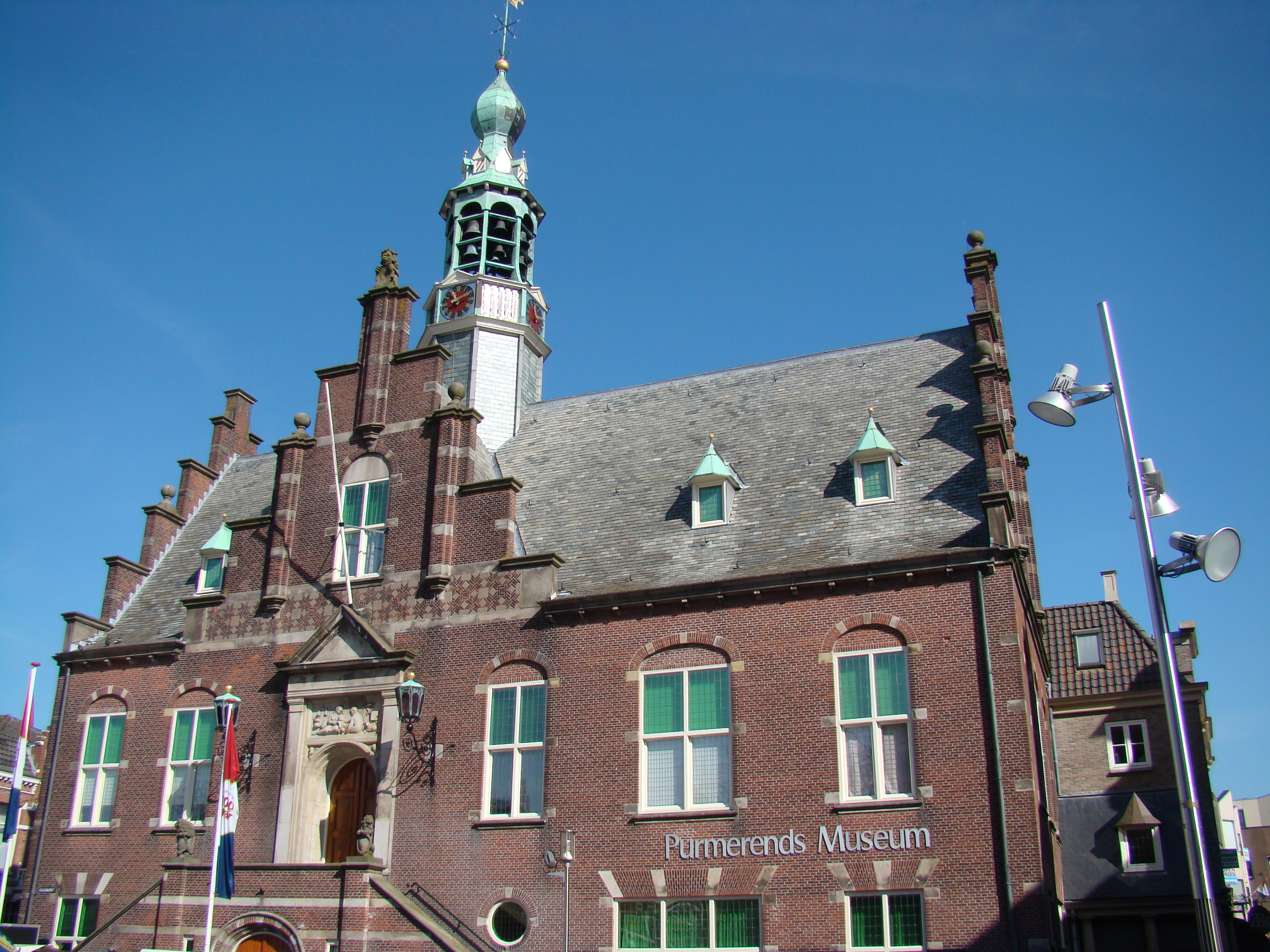
Музей города